# بورنه (أوفرآيسل)
بورنه Borne  هي بلدية ومدينة بمقاطعة أوفرآيسل بهولندا

## طوبوغرافيا
خريطة طوبوغرافية هولندية لبلدية بورنه، يونيو 2015، (تقرأ بعد ثلاث نقرات على الخريطة).

## توأمة
لبورنه (أوفرآيسل) اتفاقيات توأمة مع كل من:
- راينه
- تراكي

## معرض صور

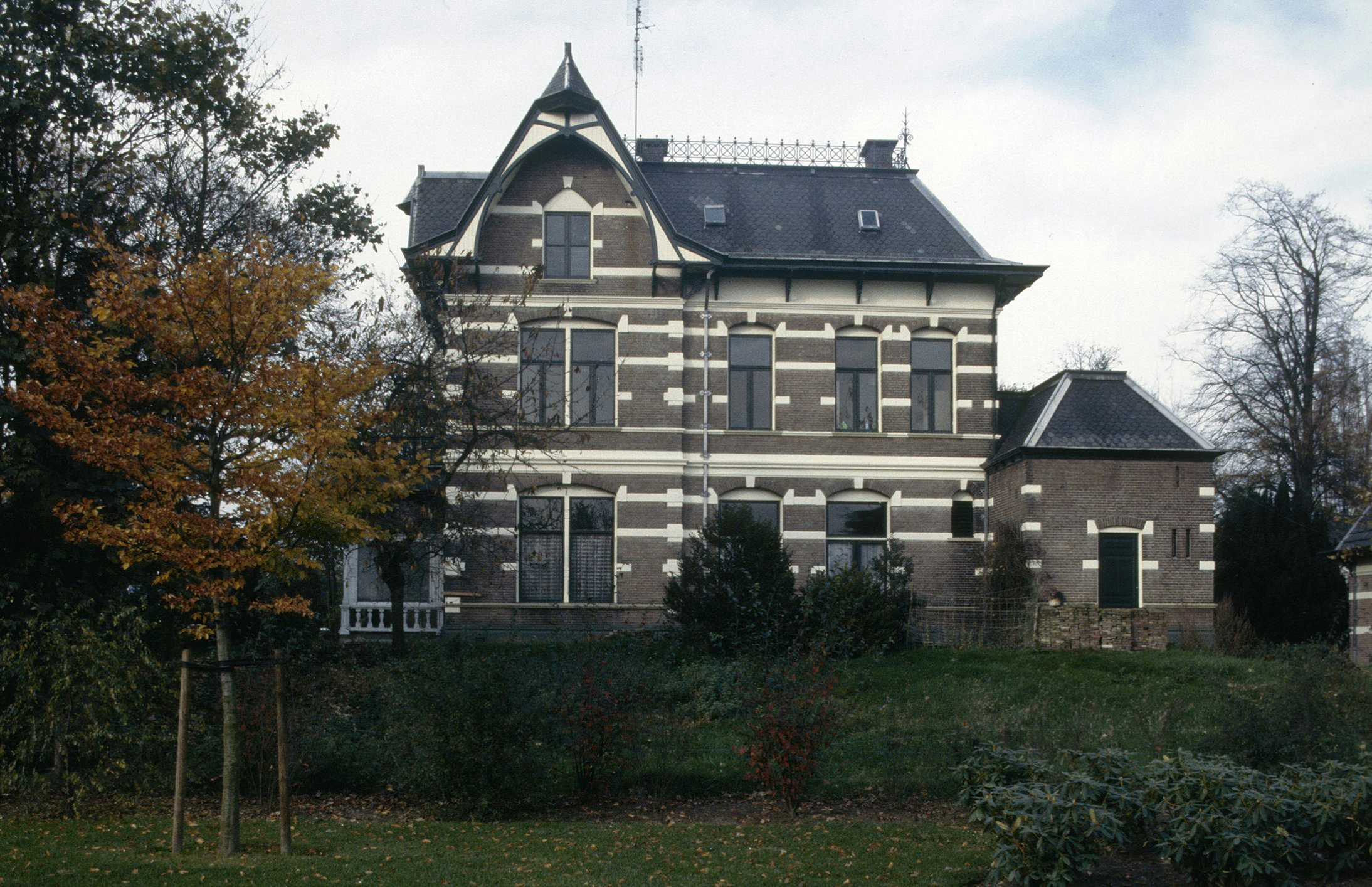
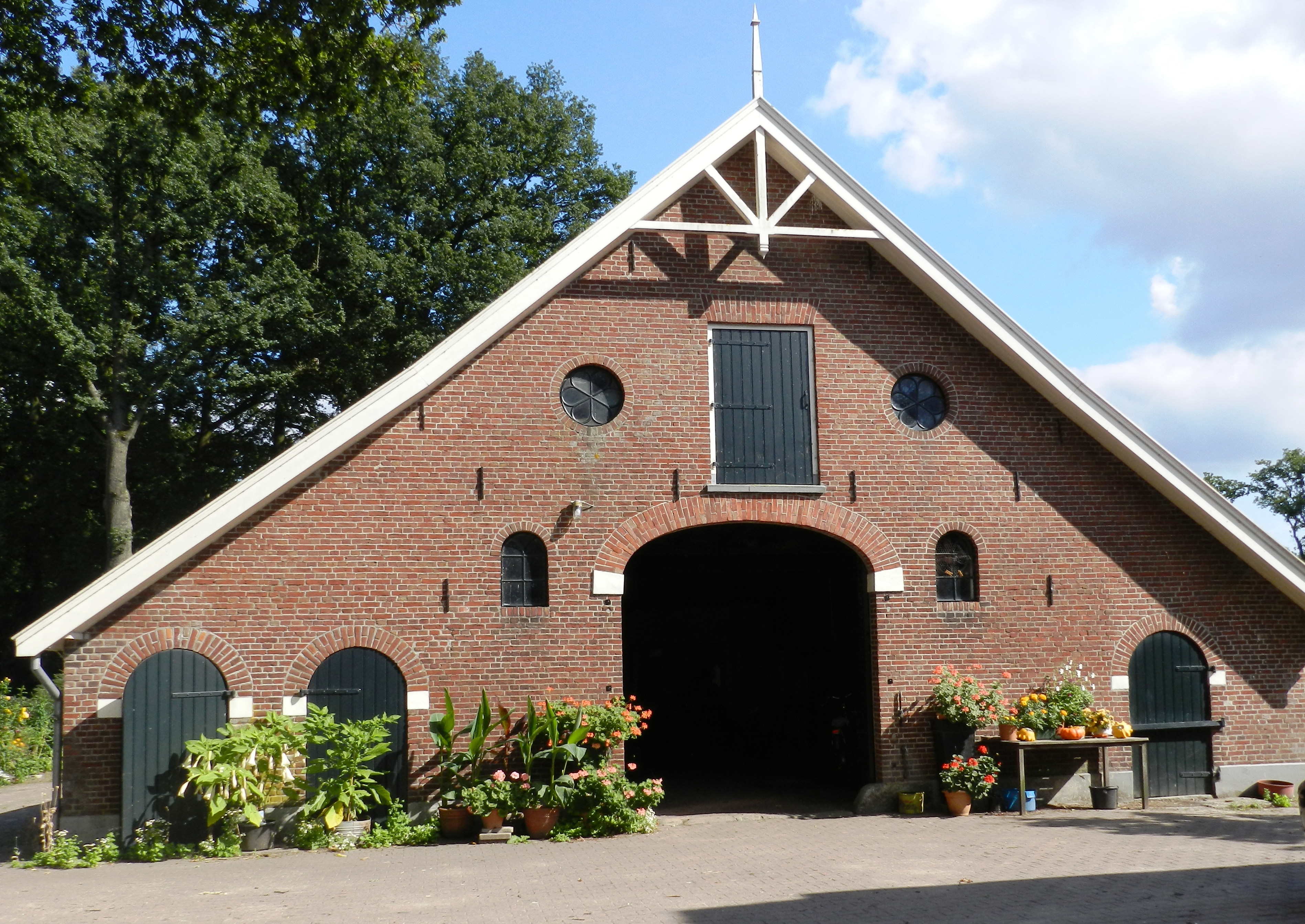
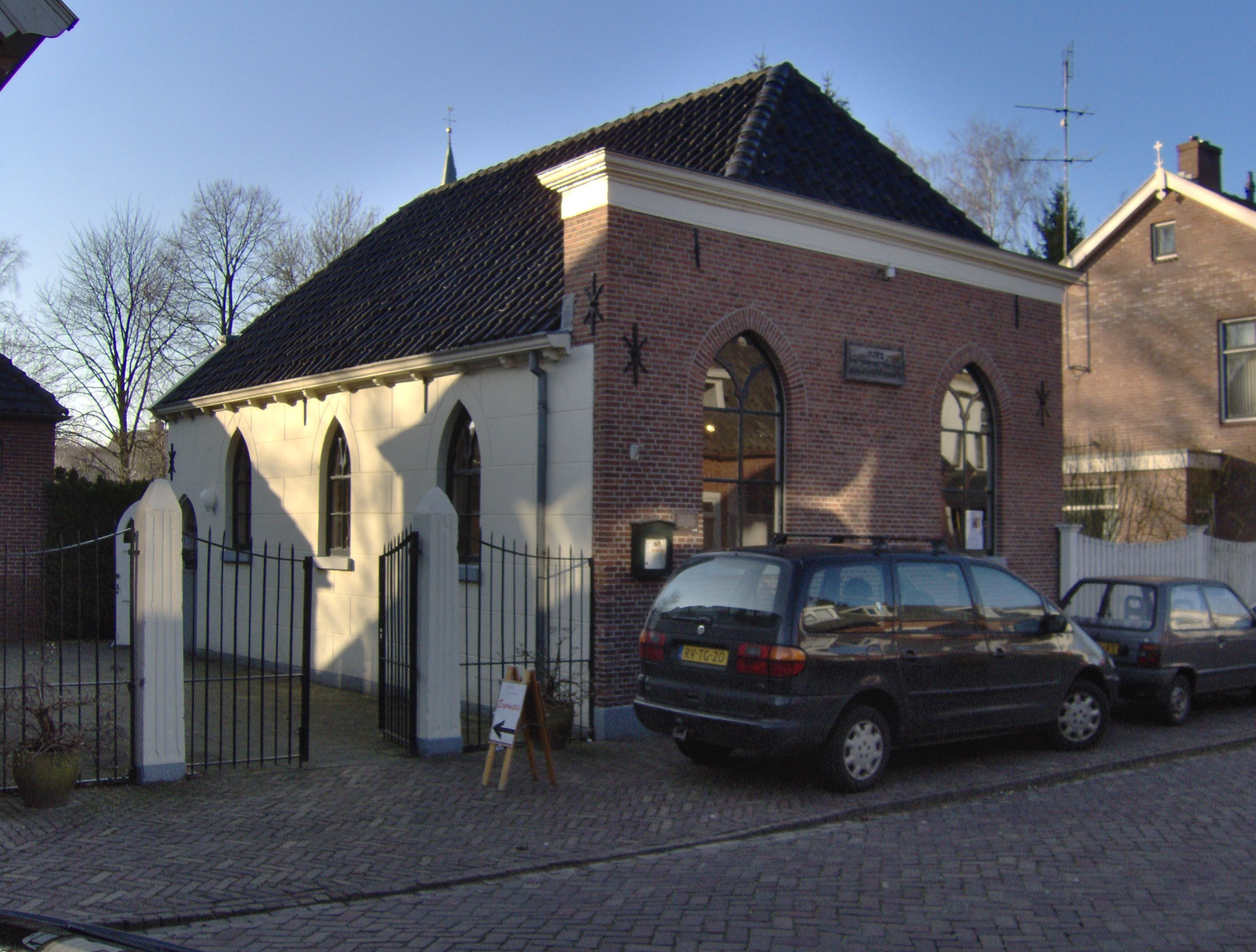

## أعلام
- فوتر فيغورست